# Coca-Cola Store
Coca-Cola Store est le nom de trois établissements vendant des produits estampillés Coca-Cola et détenus par The Coca-Cola Company. Il existe aussi un site internet Coca-ColaStore.com.

## Boutiques

### World of Coca-Cola à Atlanta
Située à la sortie du musée World of Coca-Cola d'Atlanta, cette boutique propose des produits dérivés aussi bien de vêtements que des accessoires pour la maison. Elle a ouvert le 24 mai 2007 en même temps que le musée. 
Elle est située à la fin de la visite et à l'arrière du musée. Elle fait partie du complexe du Parc du Centenaire et jouxte le Centre national pour les droits civils et humains.

### Everything Coca-Cola à Las Vegas
En 1997, Everything Coca-Cola ouvre sur quatre étages au sein du complexe commercial Showcase Mall (en) avec une façade comprenant une bouteille de Coca-Cola en verre haute de 30 m. Il est situé au 3785 Las Vegas Boulevard devant le MGM Grand Las Vegas.
Cet établissement comprenait une boutique sur les deux étages inférieurs et un musée sur les deux supérieurs présentant l'histoire de Coca-Cola sur une superficie deux fois supérieures à celle du musée World of Coca-Cola d'Atlanta (de l'époque). La partie musée a fermé en 2000, mais la boutique reste ouverte.
Le centre commercial Showcase Mall comprend aussi une boutique M&M's World.

### Coca-Cola Store à Disney Springs, Floride

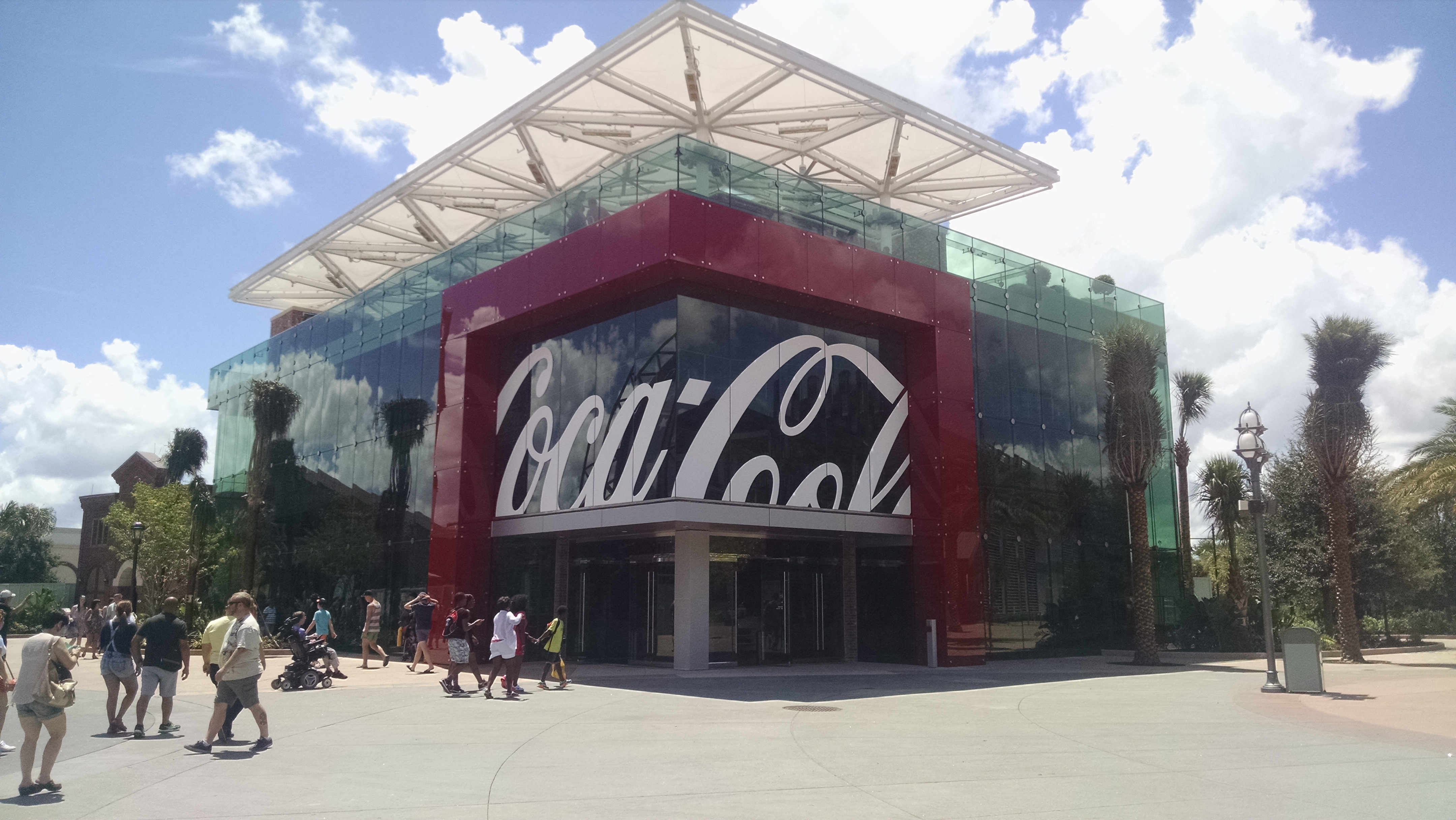
Façade de la Coca-Cola Store d'Orlando

Le samedi 2 juillet 2016, une Coca-Cola Store ouvre au Disney Springs de Walt Disney World Resort, à Orlando en Floride dans un édifice inspiré des usines d'embouteillages des années 1920,.